# Asemonea cuprea
Asemonea cuprea är en spindelart som beskrevs av Wesolowska 2009. Asemonea cuprea ingår i släktet Asemonea och familjen hoppspindlar. Inga underarter finns listade i Catalogue of Life.